# Die sündige Stadt
Die sündige Stadt (auch bekannt unter dem Titel Der falsche Revisor) ist eine US-amerikanische Filmkomödie aus dem Jahr 1949 von Henry Koster mit Danny Kaye in der Hauptrolle. Der Film wurde von Warner Bros. produziert und basiert auf dem 1836 uraufgeführten Bühnenstück Der Revisor von Nikolai Gogol.

## Handlung
Der französische Herrscher Napoleon schickt Ende des 18. Jahrhunderts einen Revisor nach Ungarn, um Klagen über Korruption zu untersuchen. Yakov ist ein fahrender Händler, der mit seinem Partner Georgi in dem Städtchen Brodny Elixiere verkauft. Als eine alte Frau ihr letztes Geld dafür ausgeben will, um ihren sterbenden Mann zu kurieren, bekommt Georgi Mitleid und erzählt ihr, dass das Elixier wirkungslos sei. Der wütende Yakov jagt Georgi davon, der ein Loch in seinem Stiefel mit einem Stück Papier abdeckt, das zufällig mit Napoleon unterschrieben ist.
Georgi wird wegen Pferdediebstahls verhaftet. Da man von dem Nahen des Revisors weiß, wird Georgi für diesen gehalten. Er wird freigelassen, das Stück Papier wird gefunden. Der Bürgermeister lädt ihn in sein Haus ein. Er will ihn mit Hilfe seiner Stadträte von seinen Untersuchungen ablenken. Am nächsten Morgen will er die Leute von ihrem Irrtum aufklären, als Yakov, der in der Menge steht, zu ihm geht und sich als sein Diener ausgibt. Georgi will immer noch flüchten, bis die Dienerin Leza ihm erzählt, wie sehr die Einwohner hoffen, dass er die Korruption und Machenschaften des Stadtrates aufdeckt.
Georgi wird in der Folgezeit von Offiziellen aufgesucht, die ihm Beweise für die Schuld ihrer Kollegen bringen, um im Gegenzug begnadigt zu werden. Yakov erpresst zusätzlich Schweigegeld von ihnen. Er erklärt Georgi, dass das Geld in einen Fonds eingezahlt wird, um das vom Stadtrat für den Kauf einer Kirchenorgel unterschlagene Geld zu ersetzen.
Leza belauscht ein Gespräch, aus dem hervorgeht, dass der Stadtrat plant, Georgi zu ermorden. Sie schreibt eine Nachricht, um ihn zu warnen. Georgi kann aber nicht lesen und bittet Yakov, ihm Lezas Brief vorzulesen. Yakov macht aus der Warnung eine Liebesbotschaft Lezas, um seinen Partner loszuwerden. Als Georgi zu einem angeblichen Rendezvous mit Leza eilt, stellt sich Yakovs Betrug heraus. Georgi kann Yakov das erpresste Geld abnehmen. Mit Leza macht er sich auf den Weg eine Kirchenorgel zu kaufen.
Während beide unterwegs sind, kommt der echte Revisor in Brodny an. Als Georgi zurückkommt, wird er zusammen mit Yakov verhaftet. Der Revisor erfährt von Georgis Aktionen und lässt ihn frei. Da Georgi der einzige ehrenwerte Mann ist, dem der Revisor in Brodny begegnet, macht er ihn zum neuen Bürgermeister. Leza bleibt an seiner Seite.

## Produktion
Gedreht wurde der Film von Mitte August bis Mitte Dezember 1948 auf der Movie Ranch von Ray Corrigan im Simi Valley sowie in den Warner-Studios in Burbank.

## Stab und Besetzung
Robert M. Haas war der Art Director, Fred M. MacLean der Szenenbildner. Al Alleborn war der Produktionsleiter.
In kleinen nicht im Abspann erwähnten Nebenrollen traten Jimmy Conlin, Byron Foulger, Nestor Paiva, Dorothy Vernon, Joan Vohs, Tom Wilson und Jeff York auf.

## Musik
Für den Film schrieb Sylvia Fine, die Ehefrau Danny Kayes, die Songs Onward Onward, The Medicine Show, The Inspector General, Lonely Hearts, Gypsy Drinking Song, Soliloquy for Three Heads, Happy Times und Brodny.

## Synchronisation
Die deutsche Synchronfassung wurde von der Deutschen Mondial-Film GmbH in Berlin unter der Dialogregie von Alfred Kirschner gefertigt. Das Dialogbuch schrieb Herbert W. Victor.
| Rolle           | Schauspieler    | Deutscher Synchronsprecher |
| --------------- | --------------- | -------------------------- |
| Georgi          | Danny Kaye      | Georg Thomalla             |
| Yakov           | Walter Slezak   | Bum Krüger                 |
| Leza            | Barbara Bates   | Elisabeth Wiedemann        |
| Maria           | Elsa Lanchester | Ethel Reschke              |
| Bürgermeister   | Gene Lockhart   | Walter Werner              |
| Col. Castine    | Walter Catlett  | Anton Reimer               |
| Revisor         | Rhys Williams   | Alfred Balthoff            |
| Telecki         | Benny Baker     | Anton Reimer               |
| Gefängniswärter | Jimmy Conlin    | Anton Reimer               |
| Bela            | George Davis    | Anton Reimer               |
| Wachsoldat      | Art Dupuis      | Gerhard Bienert            |
| Wachsoldat      | nicht bekannt   | Wolf Martini               |
| Verkünder       | nicht bekannt   | Alf Marholm                |

Anmerkung: Die kursiv geschriebenen Namen sind Rollen und Darsteller, die nicht im Abspann erwähnt wurden.

## Veröffentlichung
Die Premiere des Films fand am 30. Dezember 1949 in New York statt. In der Bundesrepublik Deutschland kam er am 5. Mai 1950 in die Kinos, in Österreich im September 1950. In der deutschsprachigen Schweiz wurde er am 29. Oktober 1961 im Fernsehen ausgestrahlt.

## Kritiken
Das Lexikon des internationalen Films schrieb: „Aus dem satirischen Lustspiel "Der Revisor" von Gogol wurde ein turbulenter Schwank im Stil des amerikanischen Unterhaltungskinos; im Mittelpunkt stehen die clownesken Einfälle von Danny Kaye.“
Die Filmzeitschrift Cinema befand: „Quirlige, amüsante Musical-Adaption einer Kurzgeschichte des russischen Dichters Gogol. Fazit: Turbulente Clownerie zur Zeit Napoleons.“
Bosley Crowther von der The New York Times lobte den Film als unbekümmert arrangierte Operetten-Farce, in der der unvergleichliche Danny Kaye eine seiner sympathischsten Rollen spiele.
Bob Thomas schrieb im Santa Cruz Sentinel, der Film sei schwer einzuordnen. Er sei eine russische Satire, im Hollywood-Stil gefilmt. Sein Wert komme von einigen abgenutzten aber immer noch komischen Gags und einigen neuen Nummern von Danny Kaye.
John Stanley vom San Francisco Chronicle fand Danny Kaye nie lustiger als in diesem Film in prächtiger Technicolor-Qualität.

## Auszeichnungen
Johnny Green gewann 1950 den Golden Globe in der Kategorie Beste Filmmusik.